# Abdulwahab Al Malood
Abdulwahab Al Malood (Al Muharraq, 21 luglio 1989) è un calciatore bahreinita, attaccante dell'Al-Hadd e della Nazionale di calcio del Bahrain.

## Carriera

### Nazionale
Ha esordito in nazionale nel 2010. Ha partecipato alla Coppa d'Asia del 2011 ed a quella del 2015.

## Palmarès

### Competizioni internazionali
- AFC Cup: 1

Al-Muharraq: 2021